# Геолібертаріанство
Геолібертаріанство — це політична та економічна ідеологія, що об'єднує лібертаріанство та георгіанство. Воно виступає за систему оподаткування, засновану на доходах, отриманих від землі та природних ресурсів, а не від праці, як у георгіанстві, у поєднанні з мінімалістською моделлю уряду, як у лібертаріанстві.
Геолібертаріанці визнають право на приватну власність на землю, але лише за умови справедливої компенсації суспільству за втрату доступу до цієї землі. Деякі геолібертаріанці розширюють податкову базу, включаючи виснаження ресурсів, збитки навколишньому середовищу та інші супутні витрати землекористування.
Короткий виклад цієї філософії можна знайти в памфлеті Томаса Пейна «Аграрна справедливість» 1797: «Люди не створювали землю. Тільки вартість поліпшень, а не сама земля, є індивідуальною власністю. Кожен власник повинен суспільству земельну ренту за землю, якою він володіє».

## Анотація
Геолібертаріанці стверджують, що географічний простір та сировинні природні ресурси — будь-які активи, які за економічним визначенням кваліфікуються як земля — є конкуруючими товарами, які мають вважатися загальною власністю або, точніше, безхазяйними, до яких усі люди мають рівне людське право доступу, а не капітальним багатством, що підлягає повній та абсолютній приватизації. Тому землевласники повинні виплачувати компенсацію відповідно до орендної вартості, встановленої вільним ринком, без будь-яких покращень, товариству за громадянське право узуфрукта, тобто юридично визнане виключне володіння з обмеженнями на зловживання власністю або, в іншому випадку, за просте право власності без таких обмежень. В ідеалі, оподаткування ділянки має здійснюватись лише після того, як буде встановлено, що приватна економічна рента від землі перевищує рівну частку власника титулу у загальній вартості землі у юрисдикції.[джерело?]
Відповідно до цієї пропозиції, рента стягується не за просте зайняття або використання землі, оскільки ні громада, ні держава по праву не володіють громадами, а як об'єктивно оцінена компенсація за законне право — не допускати інших на цю землю. Деякі геолібертаріанці також підтримують пигівські податки на забруднення та НДПІ для регулювання виснаження природних ресурсів та компенсаційні платежі з додатковими позитивними екологічними ефектами на діяльність, що негативно впливає на вартість землі. Вони дотримуються стандартної праволібертаріанської позиції, згідно якій кожна людина має природне право на плоди своєї праці як виняткову приватну власність, на відміну від того, що вироблені товари знаходяться в колективній власності товариства або уряду, що діє як представник товариства, і що «праця, заробітна плата та продукти праці» людини не повинні оподатковуватись. Поруч із негеоргианцами в лібертаріанському русі, вони також виступають за закон рівної свободи, підтримуючи « повні громадянські свободи, без злочинів, якщо немає жертв.».
Геолібертаріанці в цілому знаходяться під впливом георгіанського руху за єдиний податок кінця 19-го і початку 20-го століть, але ідеї, що лежать в його основі, з'явилися ще до Генрі Джорджа і в різних формах зустрічаються в політичних працях Джона Лока, ранньому аграрному соціалізмі англійських справжніх левелерів або дігерів, таких як Джеррард Уінстенлі, французьких фізіократів (особливо Кесне і Турго), британські класичні економісти Адам Сміт і Давід Рікардо, французькі ліберальні економісти Жан-Батіст Сей і Фредерік Бастіа, американські революційні письменники Томас Джефферсон та Томас Пейн, англійський радикальний земельний реформатор Томас Спенс, американські анархісти-індивідуалісти Лісандер Спунер та Бенджамін Такер, а також британські класичні ліберальні філософи Джон Стюарт Мілл та Герберт Спенсер. Серед відомих геолібертаріанців після Джорджа були соціальні критики «старих правих» Альберт Джей Нок та Френк Ходоров. Серед інших лібертаріанців, які висловилися на підтримку податку на вартість землі як поступової реформи, — Мілтон Фрідман, Карл Хесс, Джон Хосперс та співзасновник Лібертаріанської партії США Девід Нолан.